# Murder on the Orient Express
Murder on the Orient Express (Assassinato no Expresso Oriente, no Brasil / Um Crime no Expresso Oriente ou Crime no Expresso do Oriente, em Portugal) é um romance policial escrito por Agatha Christie e protagonizado pelo detetive belga Hercule Poirot. Foi publicado pela primeira vez no Reino Unido em 1º de Janeiro de 1934, pela editora Collins Crime Club. Chegou aos Estados Unidos em 28 de Fevereiro de 1934, sob o título de Murder in the Calais Coach, pela editora Dodd, Mead and Company. A edição britânica foi vendida a sete xelins e sixpence (7/6) e a americana por U$2,00.
O título americano foi alterado para Murder in the Calais Coach de modo a evitar confusão com a novela Stamboul Train, escrita pelo inglês Henry Grahan Greene, em 1932, e publicada nos Estados Unidos sob o título Orient Express.

## Enredo
Pouco depois da meia-noite, uma tempestade de neve para o Expresso Oriente nos trilhos. O luxuoso trem está surpreendentemente cheio para essa época do ano. Mas, na manhã seguinte, há um passageiro a menos. Um homem é encontrado morto em sua cabine com doze facadas. Com o trem preso na neve, cabe à Hercule Poirot desvendar esse misterioso e conturbado crime.

## Histórico
O livro é baseado no verdadeiro caso de um sequestro ocorrido nos Estados Unidos, em 1932. Agatha Christie resolveu utilizar esse fato para criar um grande conflito moral nos leitores.

## Adaptações no cinema
- 1974 Murder on the Orient Express.
- 2001 Murder on the Orient Express.
- 2017 Murder on the Orient Express.